# Aleja Niepodległości (Varsovie)
Aleja Niepodległości est une avenue de l'arrondissement de Śródmieście à Varsovie.

## Sources
- (pl) Cet article est partiellement ou en totalité issu de l’article de Wikipédia en polonais intitulé « Aleja Niepodległości w Warszawie » (voir la liste des auteurs).